# Stazione di Viadana Bresciana
Stazione di Viadana Bresciana vasútállomás Olaszországban, Lombardia régióban, Calvisano településen.

## Vasútvonalak
Az állomást az alábbi vasútvonalak érintik:
- Brescia–Parma-vasútvonal

## Kapcsolódó állomások
A vasútállomáshoz az alábbi állomások vannak a legközelebb:
- Stazione di Calvisano
- Stazione di Ghedi